# Kasuya
Kasuya (jap. 粕屋町 Kasuya-machi) – miasto w Japonii, na wyspie Kiusiu, w prefekturze Fukuoka. Według danych na rok 2020 miejscowość zamieszkiwało 48 190 mieszkańców , a gęstość zaludnienia wyniosła 3410,5 os./km².